# Большой и добрый великан (книга)
БДВ, или Большой и Добрый Великан (англ. The BFG) — детская книга 1982 года британского писателя Роальда Даля с иллюстрациями Квентина Блейка. Посвящена покойной дочери Даля, Оливии, умершей от коревого энцефалита в возрасте семи лет в 1962 году. Является своеобразным продолжением книги Даля 1975 года «Дэнни-чемпион мира». По состоянию на 2009 роман разошёлся 37-миллионным тиражом в одной только Великобритании.
По книге выпустили несколько адаптаций: комиксы, анимационный фильм в 1989 году, театральный спектакль, в 2016 году вышел художественный фильм режиссёра Стивена Спилберга.

## Сюжет
Девочка Софи лежит на кровати в приюте и не может уснуть. Вдруг Софи видит странное зрелище — по улице идёт гигантский человек, несущий с собой чемодан и трубу. Софи бежит к своей кровати, пытаясь спрятаться, но великан замечает её и хватает через окно. Он начинает бежать, что есть мочи, пока не достигает своей пещеры в Стране Великанов.
Он выпускает Софи, девочка умоляет оставить в живых, полагая, что великан собирается её съесть. Великан смеётся и объясняет, что большинство великанов едят людей, и что происхождение людей влияет на их вкус. Например, индусы имеют вкус индюшатины, жители Панамы имеют вкус панам и т. д. Великан добавляет, что не съест Софи, потому что он Большой и Добрый великан, или БДВ.
БДВ объясняет, что Софи должна остаться с ним навсегда, так как никто не должен знать о его существовании. Он предупреждает, что покидать пещеру опасно, так как его соседи точно её поймают и съедят. БДВ рассказывает, что он делал с трубой и чемоданом — он ловит сны и хранит их в пещере, потом он раздаёт хорошие сны детям по всему миру, а плохие сны уничтожает. БДВ рассказывает, что ест только шишгурцы, это отвратительные, полосатые, бородавчатые похожие на огурцы овощи. Для Софи их вкус похож на лягушачью кожу или тухлую рыбу, а для БДВ на комарана или медузлика. Потом к БВД врывается ещё один великан по имени Кровушкипопьем. Софи прячется в шишгурец и её чуть не съедает Кровушкипопьем. Кровушкипопьем затем уходит в отвращении. Когда Софи просит попить, БДВ угощает её с шипучим напитком клубнипекс, который вызывает шумный метеоризм, БДВ называет это «бурзофуканье», из-за пузырьков, которые вместо того, чтобы подниматься вверх, идут вниз.
На следующее утро БДВ берёт Софи с собой в Страну Снов на ловлю снов, но по пути его мучают людоеды-великаны во главе с их лидером Мясазаглотнем, самым большим и самым страшным из них. В Стране Снов БДВ показывает Софи своё умение ловить сны. БДВ по ошибке ловит кошмар и использует его, чтобы устроить драку между другими великанами, вызвав у Мясазаглотнем кошмар о Джеке.
Софи убеждает БДВ уговорить королеву Англии упрятать других великанов в тюрьму. Она использует свои знания Лондона, чтобы провести БДВ в Букингемский дворец, там БДВ создаёт кошмар, в котором знакомит королеву с людоедами-великанами. Он оставляет Софи в спальне королевы, чтобы подтвердить сон. Так как Софи присутствует во сне, королева ей верит. Королева отправляет в Страну Великанов вместе с Софи и БВД несколько вертолётов, и пока великаны спят, англичане их связывают. Трудности возникают только с Мясазаглотнем, который просыпается во время связывания, но Софи и БДВ удаётся его обмануть, убедив, что тот был отравлен ядовитой змеёй. Вертолёты уносят связанных людоедов-великанов в Лондон, где их сажают в тюрьму в глубокую яму и кормят исключительно шишгурцами.
После этого БДВ строят новый дом — огромный замок, а для Софи в маленький домик по соседству. Они живут счастливо в Англии, и ещё на протяжении многих лет правительства стран, пострадавших когда-либо от великанов, шлют им подарки (прежде всего Англии, Швеции, Ирака, Аравии, Индии, Панамы, Тибета, США, Чили, Джерси и Новой Зеландии). БДВ пишет книгу о своих приключениях, которая, как узнаёт читатель, оказывается этой самой, только что прочитанной книгой.

## Персонажи

### Софи
Девочка восьми лет, проживающая в деревенском приюте с еще десятью сиротами. Родители Софи умерли в детстве. В приюте Софи боялась заведующей миссис Клонкерс, которая наказывала подопечных за малейшие провинности и сажала их в погреб с крысами. Внешность девочки не описывается, главный атрибут - очки в стальной оправе с толстыми стеклами. В начале книги на девочке была надета ночная рубашка, после знакомства с королевой её переодели в синее платье, которое когда-то принадлежало принцессе, украшенное брошью с сапфиром.

### Большой и Добрый Великан
Семиметровый великан, одетый в черный плащ. Под плащом носит рубашку без воротника, старый грязный кожаный жилет с оторванными пуговицами и выцветшие короткие зелёные брюки. На голых ногах великана надеты нелепые сандалии с дыркой для пальцев. В чемодане БДВ носит баночки со снами, которые ночью вдувает через длинную трубу в комнаты к спящим детям. У БДВ длинное, бледное и морщинистое лицо с огромными ушами, острым носом, белыми квадратными зубами и двумя блестящими черными глазами. С помощью больших и подвижных ушей великан может слышать даже топот божьей коровки. В отличие от остальных великанов БДВ не ест людей и питается шишгурцами - овощами в половину человеческого роста, черными в белую полоску.

### Великаны
Великаны Мясазаглотнём, Кровушкипопьём, Анукаобними, Костипогрызём, Детокпожуём, Мигомироглотим, Девочкойзакусим, Кровькапкап, Мальчикизмяснойлавки ростом в несколько раз выше БДВ, с огромным пузом и страшными мордами. Питаются людьми и по ночам "путешествуют" в разные страны, чтобы отведать представителей разных национальностей, так как каждая из них имеет свой вкус (греки напоминают грецкие орехи, эскимосы - эскимо, а жители Индии по вкусу как индюшатина). Великаны ходят голыми с повязкой на талии.

## Отсылки к другим книгам Роальда Даля
Концовка книги почти такая же, как в «Джеймс и гигантский персик», когда он пишет рассказ о самом себе. Эти две книги заканчиваются совершенно одинаково. Мистер Тиббс связан с миссис Тиббс, подругой мистера Джиллиграсса, президента США в книге «Чарли и большой стеклянный Лифт».

## Награды и признание
«БДВ» завоевал многочисленные награды, в том числе в 1985 году немецкую Deutscher Jugendliteraturpreis за лучшую детскую книгу, в немецком переводе «Sophiechen und der Riese». В 1991 стал лауреатом BILBY Awards — «Read Alone» и «Read Aloud».
В 2003 году занимает 56 место в «Те-Биг-Рид», двухэтапный опрос британских подданных, проведённый Би-би-си, для определения «самого любимого романа нации».
Американская National Education Association включила БДВ в «Список преподавателей: Топ-100 книг для детей», основанный на онлайн-опросе 2007 года.
В 2012 году книга заняла 88 место среди детских романов всех времён в опросе, опубликованном «School Library Journal», ежемесячник с преимущественно американской аудиторией.
Из четырёх книг Даля эта книга была четвёртой, попавшей в список Топ-100, что больше чем у любого другого писателя.

## Издания

### Английский
- ISBN 0-224-02040-40-224-02040-4 (hardcover, 1982)
- ISBN 0-374-30469-60-374-30469-6 (hardcover, 1982)
- ISBN 0-590-06019-80-590-06019-8 (paperback, 1982)
- ISBN 0-435-12279-70-435-12279-7 (hardcover, 1984)
- ISBN 0-14-031597-70-14-031597-7 (paperback, 1984)
- ISBN 0-14-034019-X0-14-034019-X (paperback, 1985)
- ISBN 1-85715-924-11-85715-924-1 (hardcover, 1993)
- ISBN 0-679-42813-50-679-42813-5 (hardcover, 1993)
- ISBN 0-14-130105-80-14-130105-8 (paperback, 1998)
- ISBN 0-14-130283-60-14-130283-6 (paperback, 1999)
- ISBN 0-14-131137-10-14-131137-1 (paperback, 2001)
- ISBN 0-224-06452-50-224-06452-5 (hardcover, 2002)
- ISBN 978-0-14-241038-7978-0-14-241038-7 / ISBN 0-14-241038-10-14-241038-1 (paperback, 2007)
- ISBN 0-14-133216-60-14-133216-6 (аудио-диск, читает Наташа Ричардсон)

### Избранные переводы
- ISBN 0-14-130105-80-14-130105-8 (The BFG, Spsnidh, 1984)[11]
- ISBN 3-498-01250-93-498-01250-9 (Sophiechen und der Riese, German, 1984)[12]
- ISBN 2-07-051372-62-07-051372-6 (Le bon gros géant, French, 1984)[13]
- ISBN 4-566-01057-04-566-01057-0 (O yasashi kyojin bīefujī, Japanese, 1985)[14]
- ISBN 88-7782-004-788-7782-004-7 (Il GGG, Italian, 1987)[15]
- ISBN 0-624-03190-X0-624-03190-X (Die GSR: die groot sagmoedige reus, Afrikaans, 1993)[16]
- ISBN 89-527-0972-189-527-0972-1 (Nae ch’in’gu kkoma kŏin, Korean, 1997)[17]
- ISBN 99927-33-02-099927-33-02-0 (Gjiganti i madh i mirë, Albanian, 199-)[18]
- ISBN 7-5332-3227-57-5332-3227-5 (Hao xin yan er ju ren, Chinese, 2000)[19]
- ISBN 1-904357-03-21-904357-03-2 (Yr CMM: yr èc èm èm, Welsh, 2003)[20]
- ISBN 973-576-573-X973-576-573-X (Uriașul cel príetenos, Romanian, 2005)[21]
- ISBN 83-240-3949-X83-240-3949-X (BFG, Polish, 2016)[22]

## Адаптации

### Комикс
Между 1986 и 1998 годами роман выходил в газетном комиксе журналиста Брайана Ли и художника Билла Эспри. Он был опубликован в «Мейл он санди» и изначально в прямой адаптации, сценарии для которой утверждал сам Роальд Даль. Через некоторое время комикс стал следовать собственным сюжетным линиям, он издавался ещё долго после смерти Даля в 1990 году.

### Сцена
Дэвид Вуд адаптировал книгу для сцены, премьера его спектакля состоялась в Уимблдонском театре в 1991 году.

### Фильмы

#### Фильм 1989 года
На Рождество 1989 года ITV показало мультипликационный фильм по мотивам книги. Дэвид Джейсон озвучил БДВ, Аманда Рут — Софи. Мультфильм посвящён аниматору Джорджу Джексону, который работал над многочисленными проектами Cosgrove Hall Films.

#### Фильм 2016 года
Walt Disney Pictures экранизировал книгу в художественном фильме режиссёра Стивена Спилберга. В главных ролях снимались: Марк Райлэнс как БДВ, а также Руби Барнхилл, Пенелопа Уилтон, Джемейн Клемент, Ребекка Холл, Рейф Сполл и Билл Хейдер. Фильм был выпущен 1 июля 2016 года и получил смешанные отзывы критиков.